# Arctosa pugil
Arctosa pugil là một loài nhện trong họ Lycosidae.
Loài này thuộc chi Arctosa. Arctosa pugil được Philip Bertkau miêu tả năm 1880.